# Paul Dumouchel
Paul Dumouchel OMI (* 19. September 1911 in Saint-Boniface, Manitoba, Kanada; † 15. April 2000) war ein kanadischer Ordensgeistlicher und römisch-katholischer Erzbischof von Keewatin-Le Pas.

## Leben
Paul Dumouchel trat der Ordensgemeinschaft der Oblaten der Unbefleckten Jungfrau Maria bei und empfing am 24. Juni 1936 das Sakrament der Priesterweihe. 
Am 25. Februar 1955 ernannte ihn Papst Pius XII. zum Titularbischof von Sufes und zum Apostolischen Vikar von Keewatin. Der Koadjutorerzbischof von Saint-Boniface, Maurice Baudoux, spendete ihm am 24. Mai desselben Jahres die Bischofsweihe; Mitkonsekratoren waren der Erzbischof von Winnipeg, Philip Francis Pocock, und der Bischof von Prince-Albert, Léo Blais.
Paul Dumouchel nahm an allen vier Sitzungsperioden des Zweiten Vatikanischen Konzils teil. Am 13. Juli 1967 wurde er infolge der Erhebung des Apostolischen Vikariats Keewatin zum Erzbistum der erste Erzbischof von Keewatin-Le Pas.
Papst Johannes Paul II. nahm am 7. November 1986 das von Paul Dumouchel aus Altersgründen vorgebrachte Rücktrittsgesuch an.